# C4P

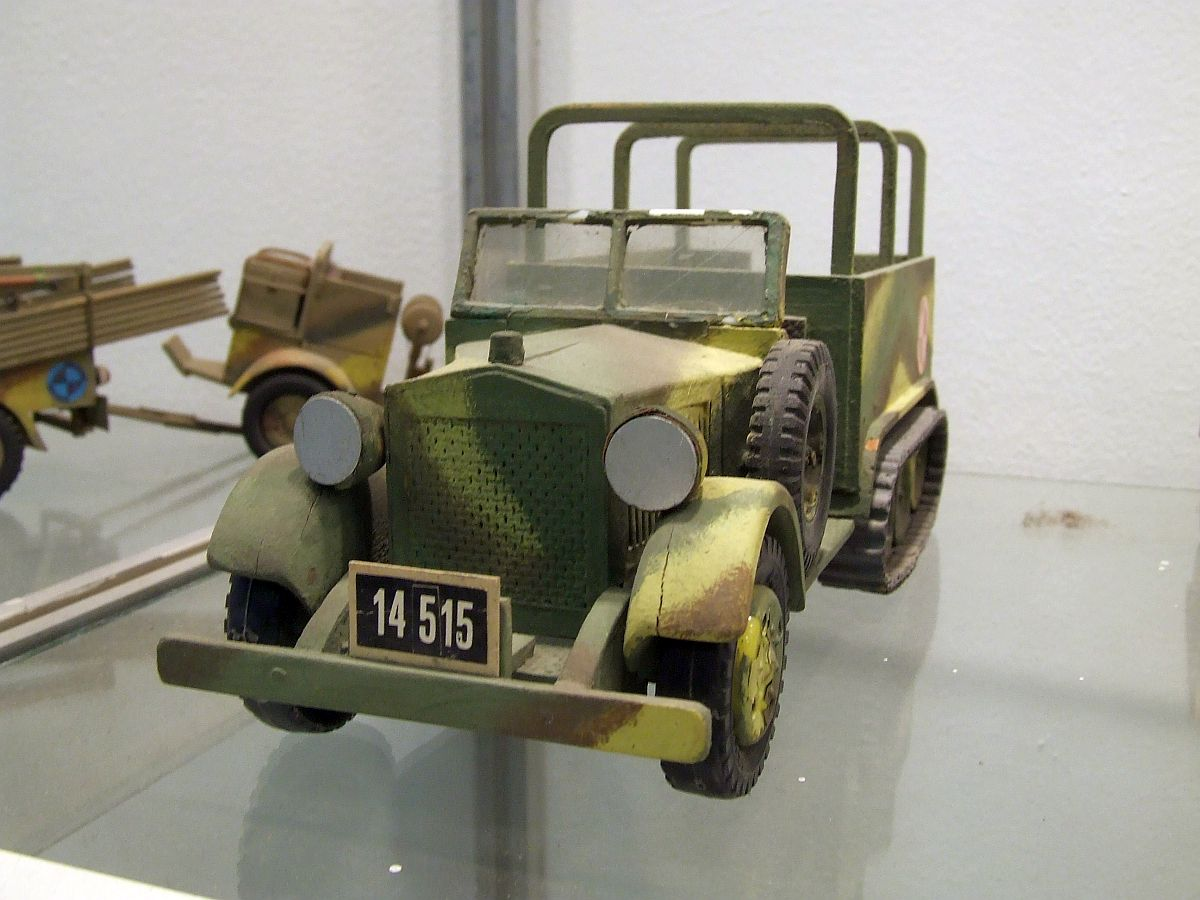
C4P, model w Narodowym Muzeum Techniki w Warszawie

C4P – polski półgąsienicowy ciągnik artyleryjski z okresu przed II wojną światową.

## Historia
Półgąsienicowy samochód ciężarowy wz. 34 (nie należy go mylić z samochodem pancernym wz. 34) był polską wersją pochodną 2,5-tonowej ciężarówki Polski FIAT-621, produkowanej w Polsce na licencji włoskiej począwszy od 1932 roku. Został zaprojektowany w Biurze Badań Technicznych Broni Pancernych (BBT BP) w Warszawie w 1934. Głównym konstruktorem pojazdu był inż. E. Habich. Jego konstrukcja wykorzystywała liczne części samochodu ciężarowego, między innymi skróconą i wzmocnioną ramę ciężarówki, silnik oraz zmodyfikowaną kabinę kierowcy. Przednia oś została wzmocniona, w układzie napędowym dodano terenowy reduktor i zmieniono przełożenia skrzyni biegów. Główną zmianą było zastąpienie tylnej osi mechanizmem gąsienicowym, wzorowanym na francuskich konstrukcjach Citroën-Kegresse P17/ P14/ P19 i częściowo na zawieszeniu czołgu Vickers E. Zastosowano w nim wiele nowoczesnych rozwiązań, m.in. gąsienicę gumowo–metalową, bezsworzniową konstrukcji inż. L. Białkowskiego, a w okresie późniejszym unowocześniona przez inż. Michalaka.
Seria próbna pojazdów powstała w 1935, a produkowany był seryjnie w latach 1935–1938 w zakładach PZInż w Czechowicach pod Warszawą. Najbardziej znaną wersją samochodu był ciągnik półgąsienicowy, oznaczony C4P. Do wybuchu wojny zbudowano około 400 pojazdów w kilku wersjach, w tym co najmniej 80 ciągników artyleryjskich C4P. Samochód był generalnie udany, lecz do jego wad należało duże zużycie paliwa i nieco za słaby silnik.

## Odmiany

### Ciągnik artyleryjski C4P

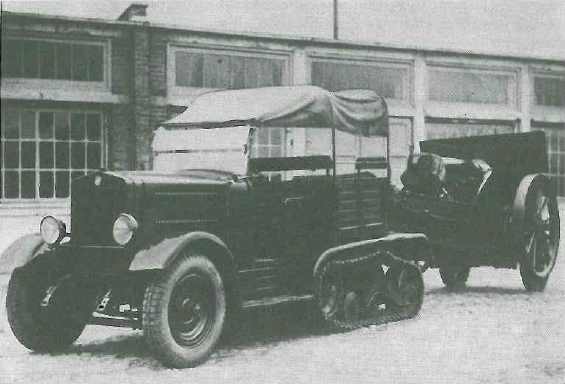
Ciągnik C4P holujący armatę 105-mm

Istniały przynajmniej cztery odmiany ciągnika C4P.
Ciągniki C4P dla artylerii ciężkiej używane były do holowania dział 120 mm i (próbnie) 105 mm. Charakteryzowały się krótką ramą nośną, na której końcu był siodłowy zaczep dla ogona działa. Budowane były w dwóch różniących się seriach: starszej, z odkrytą kabiną załogi, przykrywaną rozpinanym brezentowym dachem, oraz nowszej, z zamkniętą drewniano-stalową kabiną kierowcy. Obie wersje wyróżniały się tym, że za kabiną kierowcy znajdowała się poprzeczna ławka dla czterech żołnierzy obsługi działa, siedzących tyłem do kierunku jazdy. 
Ciągniki C4P dla artylerii lekkiej holowały armaty polowe 75 mm wz. 1897 (Schneider) i haubice 100 mm wz. 14/19 (Škoda) oraz jaszcze. Ciągniki te należały do nowszej produkcji i miały zamkniętą kabinę kierowcy. Za kabiną znajdowała się skrzynia ładunkowa z dwoma ławkami wzdłuż burt - każda dla trzech żołnierzy. 
Ciągniki C4P dla artylerii przeciwlotniczej holowały polskie nowoczesne armaty przeciwlotnicze 75 mm wz. 36 Star. Miały one odkrytą kabinę z długą skrzynią, w której, za przednimi siedzeniami, umieszczone były wzdłuż burt dwie ławki, każda dla dwóch żołnierzy. Z tyłu ciągnika znajdował się przedział transportowy, nakryty brezentowym dachem.

### Samochód półgąsienicowy wzór 34

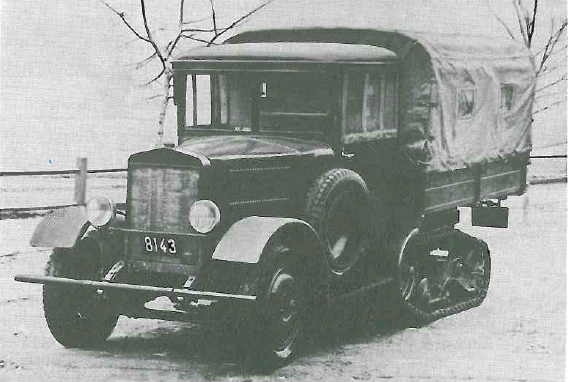
Samochód ciężarowy wz. 34

Samochód ciężarowy wz. 34 (podstawowa wersja) miał zamkniętą kabinę kierowcy, długą ramę podwozia i długą skrzynię ładunkową. 
Samochód warsztatowy wz. 34 miał otwarte, stalowe nadwozie, z brezentowym dachem i brezentowymi boczkami kabiny. Boczne ściany nadwozia były odchylane, a we wnętrzu znajdowało się specjalistyczne wyposażenie warsztatowe. Podobne pojazdy wz. 34 i C4P przeznaczone były do holowania reflektorów przeciwlotniczych i przyczep sprzętowych w artylerii plot.
Ambulans wz. 34 miał zamknięte, stalowe nadwozie, w którym mógł przewozić ośmiu chorych siedzących na miękkich kanapach, a po ich rozłożeniu - czterech na noszach. Prawdopodobnie zbudowano około 50 pojazdów tego wariantu.
Wóz strażacki wz. 34 - wariant używany w ilości kilku sztuk przez Straż Pożarną we Lwowie, wyposażony m.in. w drabinę strażacką.  
Samochód wz. 34 "lot" (lub C4P "lot") - wersja dla obsługi naziemnej lotnictwa, do holowania samolotów.

## Służba

### Ciągniki artyleryjskie C4P
Od końca 1936 ciągniki C4P wprowadzano w 1. Pułku Artylerii Motorowej (1. pamot) w Stryju, na miejsce francuskich Citroën-Kegresse P14 i P17. Była to jednostka istniejąca w czasie pokoju, wyposażona w armaty 75 mm wz. 1897, haubice 100 mm wz. 14/19P oraz armaty 120 mm wz. 78/09/31. Początkowo działa w artylerii motorowej używane były ze zwykłymi drewniano-stalowymi kołami do ciągu konnego, na tzw. "wrotkach" - wózkach z ogumionymi małymi kółkami, podkładanymi pod koła armat, w celu zwiększenia prędkości holowania. Od 1937 wszystkie armaty o ciągu motorowym otrzymały ogumione koła z oponami wypełnionymi gąbczastą masą. W czasie mobilizacji w 1939 roku na bazie 1. pamot zorganizowano trzy dywizjony artylerii motorowej (dam), które wzięły udział w kampanii wrześniowej:
- 16. dam, przydzielony do 10 Brygady Kawalerii (zmotoryzowanej) - dywizjon artylerii lekkiej uzbrojony w 4 haubice 100 mm i 4 armaty 75 mm,

- 2. dam, przydzielony do Warszawskiej Brygady Pancerno-Motorowej - dywizjon artylerii lekkiej uzbrojony w 8 armat 75 mm (z powodu braków sprzętu, wyposażony w ciągniki Citroën-Kegresse, zamiast C4P),

- 6. dam, przydzielony do Armii "Łódź" - dywizjon artylerii ciężkiej, uzbrojony w 12 armat 120 mm wz. 1878/09/31, walczący od 13 września w okolicach Zamościa

Oprócz artylerii polowej, ciągniki C4P używane były także w artylerii przeciwlotniczej - w istniejącym przed wojną 1. Pułku Artylerii Przeciwlotniczej. Podczas mobilizacji w 1939 wszystkie 12 armat 75 mm wz. 36 St. wraz z ich 18 ciągnikami C4P trafiły do 11. Dywizjonu Artylerii Przeciwlotniczej (11. daplot). Był on przeznaczony dla obrony Warszawy, lecz od 8 września 1939 bronił Lublina, później Łucka i Stanisławowa. W końcu, dywizjon został wycofany na Węgry i internowany tam z całym sprzętem.

## Konstrukcja
Napęd stanowił silnik gaźnikowy FIAT-122B (PZInż. 367): 6-cylindrowy, rzędowy, 4-suwowy, moc - 46 KM (34 kW) przy 2600 obr./min, pojemność 2952 cm³, chłodzony cieczą, umieszczony z przodu, napędzający gąsienice. Skrzynia biegów miała 4 przełożenia do przodu i 1 do tyłu, oraz reduktor terenowy. Hamulce bębnowe na koła osi przedniej i koła napędowe gąsienic. 
Z przodu zawieszenie na resorach półeliptycznych z amortyzatorami hydraulicznymi. Zawieszenie tylne - mechanizm gąsienicowy, z wahaczowo-rolkowym systemem prowadzenia gąsienic. Napęd przenoszony przez tylny most na sztywno zawieszone koła zębate. Gąsienice bezsworzniowe szerokości 300 mm były konstrukcji gumowo-stalowej (patent inż. L. Białkowskiego).

## Dane taktyczno-techniczne
Dane mogą różnić się w zależności od wersji:
- masa: około 3000 kg
- długość: 4,7 m
- długość ramy: 4,54 lub 4,84 lub 5,25 m
- szerokość: 1,9 m
- wysokość: 2,35 m (z zamkniętą kabiną)
- maksymalna prędkość: 30-35 km/h
- zasięg po drodze: do 250 km
- zużycie paliwa: 60 l/100 (120 l w terenie)
- pojemność zbiornika paliwa: 90 l.
- pokonywane przeszkody[1]:
  - wzniesienia 20°,
  - rowy szerokości 100 cm,
  - brody głębokości 50 cm.
- załoga: 2 osoby[1]